# Шкалик
С Пахомом мы зайдём, случается, в трактир,

Потребуем себе для развлеченья шкалик...
Шка́лик (от нидерл. schaal «чаша, шкала») — устаревшая российская единица измерения объёма жидкости, а также сосуд такого объёма. Применялась преимущественно для измерения количества вина и водки в кабаках. В настоящее время в разговорной речи относится к маленьким бутылочкам в 50 мл. По другим источникам, шкалик (также осьмушка или косушка) равен 75 г или половине кружки.
1 шкалик = 1⁄200 ведра = 1⁄2 чарки = 61,5 миллилитра.